# Hans-Edgar Endres
Hans-Edgar Endres, född 17 augusti 1894 i Metz, Tyskland, var en tysk bobåkare. Han deltog vid olympiska vinterspelen 1928 i Sankt Moritz och placerade sig på 18:e plats.